# Włosianka krawiecka

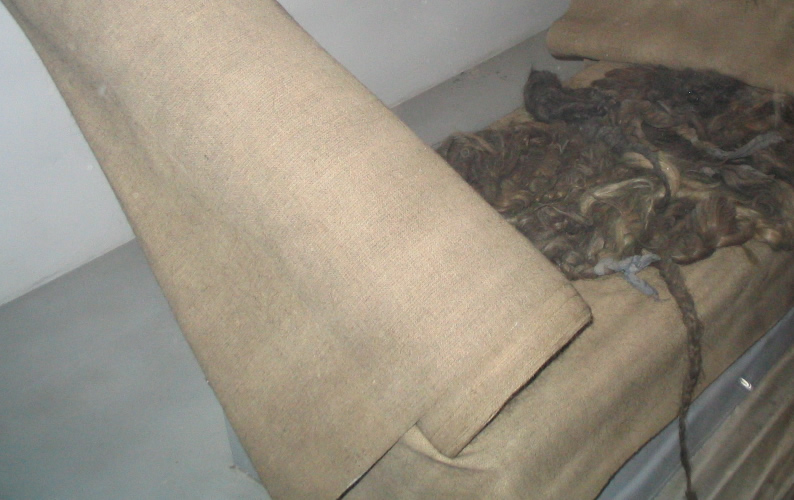
Włosianka z ludzkich włosów

Włosianka - sztywna tkanina, najczęściej z bawełnianą osnową i wątkiem z końskiego włosia lub żyłki poliamidowej. Stosowana w krawiectwie do usztywniania klap (marynarek, żakietów), kołnierzy, mankietów, przednich części itp.

## Historia
W czasach II wojny światowej włosiankę otrzymywano z włosów ludzi, którzy zostali uwięzieni w niemieckich obozach koncentracyjnych bądź też wymordowani w obozach zagłady.
Przerabianiem ludzkich włosów zajmowała się między innymi wytwórnia dywanów w Kietrzu na Opolszczyźnie, firma Held w Mieroszowie w Sudetach i przetwórnia w Bremie.